# Papir Egerton 2
El Papir Egerton 2, és un fragment de papir (dos fulls i mig) escrit en grec, provinent d'Egipte (150-200 aC), anomenat per alguns, Evangeli d'Egerton i que conté episodis de la vida de Jesús.
Va ser comprat pel Museu Britànic el 1934 a un comerciant egipci. Els tècnics del Museu es van sorprendre per l'antiguitat del text. Des d'un primer moment es va creure que pertanyia a un evangeli no conegut que havia de tenir origen a Oxirrinc per la semblança amb altres manuscrits de la col·lecció dels Papirs d'Oxirrinc. S'ha discutit molt sobre el significat d'aquest text. L'autor sembla haver buscat únicament conflictes i disputes de Jesús, prescindint de tot contingut doctrinal. Però alguns estudiosos, com l'erudit japonès Dr. Mayeda o Helmut Köster i J. D. Crossan, el consideren un fragment evangèlic anterior al canon, independent dels evangelis sinòptics i del de sant Joan. Són evidents les analogies amb els evangelis canònics i el de Joan, i per això altres estudiosos el relacionen amb els evangelis apòcrifs, en concret amb l'Evangeli dels Egipcis. És de notar el caràcter anti-jueu del text que sembla que ha portat l'autor a recollir tots els fragments que acusen als jueus d'haver instigat la mort de Crist. Per això se'l relaciona també amb l'Evangeli de Pere.
Destaquen els següents:
- Discussió de Jesús amb els mestres de la Llei (Evangeli segons Joan capítols 5 i 9)
- Guarició d'un leprós (Mateu 8,1-4)
- Pagament del tribut «als reis» (no al Cèsar)
- Miracle de Jesús al riu Jordà (inèdit)

El valor principal del papir rau en el fet que ajuda a comprendre el desenvolupament de la tradició sobre Jesús, i no es pot relacionar amb el gnosticisme ni amb cap altre corrent herètic del cristianisme primitiu. Un quart fragment d'aquest còdex es troba a la Universitat de Colònia, catalogat com a Papyrus Köln VI 255.